# Mussaenda pingbianensis
Mussaenda pingbianensis là một loài thực vật có hoa trong họ Thiến thảo. Loài này được C.Y.Wu ex H.H.Hsue & H.Wu mô tả khoa học đầu tiên năm 1986.